# Rostang d'Arles
Rostang d’Arles ( ? - † 913), appelé  aussi  Rostang Ier  et  Rostaing, fut 
archevêque d'Arles (870-913) et soutint le coup d'État de Boson contre les Carolingiens en 879. 

## Biographie

### Ses premières années
Rostang commence par être religieux et devient ensuite abbé d'Aniane au diocèse de Maguelonne et conserve longtemps après cette abbaye avec le prieuré de Goudargues du diocèse d'Uzès. Il obtient également l'abbatiat de Cruas et le prieuré de Jourdaigues
En 870 ou en 871 d'après Augustin Fabre, il reçoit l'archevêché d'Arles.

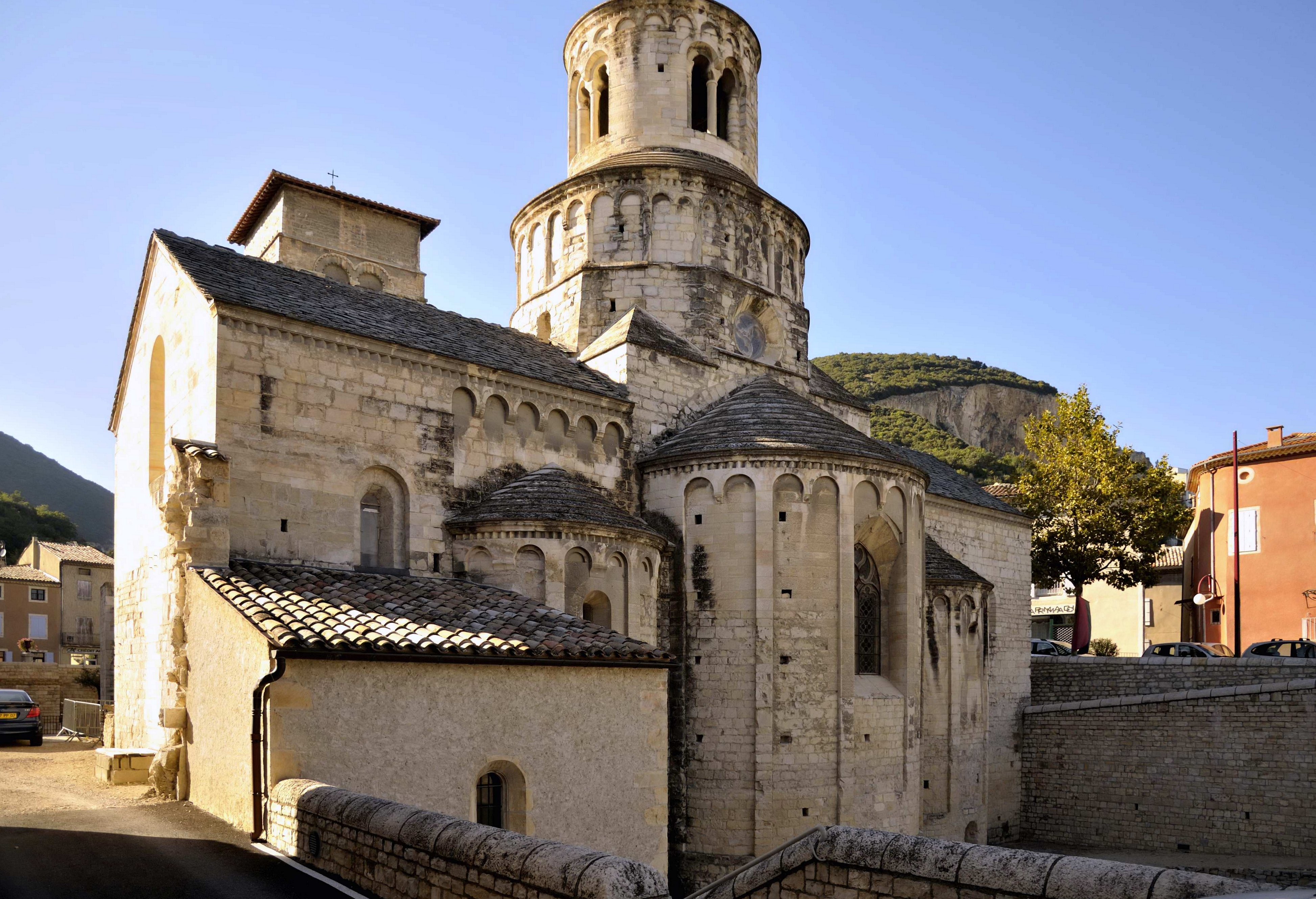
Basilique de Cruas

### Archevêque d'Arles
Tout le long de son archiépiscopat, il soutient fidèlement les Bosonides, d'abord Boson, puis son fils Louis l'Aveugle. Lorsque ce dernier, reclus à Vienne, confie le pouvoir vers 910 à son cousin Hugues, l'archevêque d'Arles se rallie à ce dernier, notamment dans le conflit entre les familles bourguignonnes ayant suivi Hugues en Provence, appelées Bourguignons et les familles aristocratiques du Midi, dites Légitimistes.

#### Sous Boson, duc de Provence
Vers 875 quand le nouveau duc de Provence Boson s’empare des biens de l’église rémoise en Provence  -il s'agit des domaines appelés civitis Fretus, identifiés au territoire actuel de Saint-Rémy, au nord d'Arles- l'archevêque de Reims, Hincmar, s'adresse à Rostang pour demander protection, comme 12 ans plus tôt quand il avait demandé assistance à l’archevêque d’Arles précédent, Rotland.
Rostang assiste en 876 au concile de Pontigni qui entérine les résolutions de celui de Pavie concernant le couronnement de Charles. 
Au printemps 878, le pape Jean VIII, menacé en Italie, vient chercher des alliés de l'autre côté des Alpes. Il est accueilli à Arles par Boson, le duc de Provence, et Rostang qui reçoit le pallium. Le pape Jean VIII déclare le prélat arlésien vicaire général en France  et enjoint à tous les évêques de lui obéir.

#### Sous Boson, roi de Provence
Rostang assiste à plusieurs conciles, du nombre desquels celui de Mantaille en 879, où Boson se fait sacrer Roi de Provence.  Il fait partie des évêques provençaux minoritaires qui se prononcent pour l’élection de Boson. En effet, seuls semble-t-il quatre prélats, sur vingt-trois (dont onze présents) soutiennent cette prise de pouvoir ce qui souligne l'engagement fort, dès cette époque, de l'épiscopat arlésien auprès des princes bourguignons. 
Boson, à peine couronné, se montre dans les Provinces qui viennent de se soumettre à son royaume ; il confirme alors, en faveur de l'archevêque Rostang, les chartes par lesquelles l'empereur Lothaire et son fils, ses prédécesseurs, avaient soumis à son église l'abbaye de Cruas dans le Vivarais dont les religieux de ce monastère, pour se prévenir des entreprises des évêques du pays, avaient demandé eux-mêmes à ces princes de leur donner les archevêques d'Arles pour protecteurs. 
Une charte, la sixième et dernière de Boson, datée de 886 ou du tout début 887, sur la demande de l'archevêque d'Arles attribue (ou réattribue) la juridiction du monastère de Cruas à Rostaing. 
Mais dès la fin des années 870, la ville d’Arles est exposée aux coups des pirates normands et sarrasins qui ravagent le delta. L'abbaye Saint-Césaire est mise à sac puis abandonnée. Il faut attendre 883 pour qu’elle soit restaurée par Rostang. Par la suite, dans son testament du 6 juin 897, l'archevêque rend au monastère des biens qui avaient été spoliés et permet ainsi la reprise de la vie conventuelle. L’abbaye devient alors une importante seigneurie ecclésiastique du terroir arlésien.

#### Entre Boson et Louis
Peu de temps après la mort de Boson, Rostang participe au concile de Nîmes de 888 que Louis Mas Latrie  situe un an plus tôt en 887. Ce concile est présidé par l’archevêque de Narbonne Théodard, et non par Rostang.

#### Sous Louis III
Rostang participe activement en 890 à la réunion de Valence qui organise un royaume de Provence autour du roi Louis III, le fils de ce même Boson.
En 901 ou 902, il préside dans la région de Narbonne, assisté de l’archevêque de la ville Arnuste, le concile d'Azillan concernant un différend de juridiction entre le diacre Thierry et le prêtre Tetbald.
En 909, il donne à l’Église d’Apt la villa de Fastignane et ses vignes sises au confluent du Calavon et de la Dôa.
Il est encore mentionné en 911 à propos de la nomination de l'évêque de Narbonne Gérard où il intervient avec l'évêque d'Uzès, Amélius II. La GCN, de son côté, estime que cet épisode se passe vers 913 à l'époque de la guerre civile qui s'installe dans le Midi. Elle donne quelques détails : après l’assassinat d’Arnuste l'archevêque de Narbonne, le clergé et le peuple demandent conseil à Rostang qui se rend à Agde avec Amèle (Amélius) évêque d’Uzès. Rostang fait élire Gérard le propre neveu d’Amèle. Il se rend ensuite à  Narbonne pour mettre Gérard en possession de son archiépiscopat contre Agio, nommé entre-temps par les évêques de la Province.
C'est sous le règne de Louis, plus précisément entre 890 et 910, que la monnaie d’Arles est donnée par le roi à Rostang.
On croit que Rostang meurt en 913. Le siège d'Arles demeure vacant pendant un an, après lequel, Pons, évêque d'Orange, est nommé pour le remplir; mais  ce dernier n’en prend pas possession. Toutefois la GCN évoque un document non daté, mais d’après elle de janvier 920, dans lequel sont rapportées des décisions de l’archevêque.

### Sources
- Gilles Duport - Histoire de l'Église d'Arles – 1690
- Jean-Pierre Papon  - Histoire générale de Provence - Publié par Moutard, 1777
- Thomas Mermet - Histoire de la ville de Vienne - Vol 2 - Firmin Didot, 1833
- Louis Mas Latrie - Chronologie historique des papes, des conciles généraux et des conciles des Gaules et de France -  Paris, 1836
- Joseph Hyacinthe Albanés - Gallia christiana novissima - Tome III - Imprimerie valentinoise (Valence) - 1901
- Jean-Pierre Poly – La Provence et la société féodale 879-1166 – Bordas, Paris, 1976 –  (ISBN 2040077405)